# Gabriella Sznopek
Gabriella Sznopek (ur. 8  maja 1980) – węgierska szablistka, dwukrotna medalistka mistrzostw świata.
Podczas mistrzostw świata w Lizbonie w 2002 roku Węgierki w składzie: Edina Csaba, Orsolya Nagy, Annamaria Nagy i Gabriella Sznopek zdobyły srebrny medal w zawodach drużynowych. W tej samej konkurencji zdobyła też brązowy medal na mistrzostwach świata w Lipsku w 2005 roku.
Ponadto zdobyła drużynowo srebrny medal na mistrzostwach Europy w Moskwie w 2003 roku.
Nigdy nie wzięła udziału w igrzyskach olimpijskich.